# Khaled Mardam-Bey
Khaled Mardam-Bey (en árabe خالد مردم بك), nacido el 19 de marzo de 1968, es el creador del mIRC, un popular cliente IRC para Windows. Nacido en Amán, Jordania, es hijo de padre sirio y madre palestina. Actualmente reside en Londres, Inglaterra.

## Vida privada
En su página web personal revela que antes de que desarrollara el mIRC, estudiaba para un máster en ciencia cognoscitiva en una universidad sin especificar - se cree que puede ser la Universidad de Westminster (miembro de la escuela politécnica de Londres central).[cita requerida] Dice que acababa de comenzar a trabajar en su tesis cuando decidió escribir un cliente pequeño de IRC. Llegó a ser popular y en una manera similar a Bill Gates, dejó los estudios y se centró en su trabajo sobre mIRC.
Es vegetariano y le gusta el ajedrez y la lectura. También tiene interés en la poesía palestina, la inteligencia artificial y los conflictos políticos que implican a Palestina y da su solución para esto en su página web. Khaled elige mantener su vida personal en privado y no tiene intenciones de conceder entrevistas.

## mIRC
Khaled decidió crear el mIRC porque encontraba al primer cliente de IRC para Windows, WinIRC, carente de algunas características básicas del IRC. Entonces continuó desarrollándolo debido al desafío que suponía y al hecho de que la gente apreciaba su trabajo. La subsiguiente popularidad le permite vivir del mIRC. Cuesta $20 registrarlo. El diseño del mIRC representa el punto de vista minimalista de Khaled.
El mIRC fue actualizado por última vez con la versión 7.67 el 2 de octubre de 2021.